# Landerer (Buchdruckerfamilie)
Die aus Deutschland stammende Familie Landerer gehört zu den bedeutendsten Buchdrucker-Familien des Königreichs Ungarn des 18. und 19. Jahrhunderts.

## Geschichte der Buchdrucker-Familie Landerer

### Herkunft und Anfänge
Der Begründer der Druckerdynastie Landerer war Johann Sebastian Landerer, der zu Beginn des 18. Jahrhunderts aus Bayern in das damalige Königreich Ungarn einwanderte und sich in Ofen niederließ. Bereits 1724 unternahm er den Versuch, eine deutschsprachige Zeitung unter dem Namen Mercurius herauszugeben; dieser Versuch blieb jedoch ohne Erfolg. In der Folgezeit wurden in vier Städten Ungarns (Preßburg, Kaschau, Ofen und Pest) Offizinas eröffnet. Als 1726 Johann Sebastian Landerer starb, wurde die Offizin in Ofen vorerst von dessen Witwe weitergeführt, da die Söhne noch minderjährig waren. Im Jahre 1728 heiratete Johann Sebastians Witwe Johann Georg Nottenstein, mit dem sie die Druckerei weiterführte. Nottenstein gelang es ein Privilegium zum Drucke der deutschsprachigen Schulbücher, Katechismen und Evangeliare zu erlangen (Catalogus librorum in typographia Budensi apud Joannem Georgium Nottenstein reperibilium vom 28. April 1728). Dieses Privileg war vorerst auf zehn Jahre begrenzt.
Im Jahre 1752 wurde die Druckerei in Ofen vom ältesten Sohn des Gründers, Leopold Franz Landerer weitergeführt. Leopold Franz war bemüht, für die Offizin in Ofen weitere Privilegien zu erlangen. Ein Erfolg stellte sich jedoch nicht ein; es gelang ihm lediglich, die bestehenden Privilegien um weitere zehn Jahre zu verlängern. Ende des Jahres 1755 gelang es ihm, die Rechte für die Herausgabe eines Kalenders zu erwerben. Nach dem Tod von Leopold Franz im Jahre 1764 wurde die Druckerei von seiner Witwe, Katharina Landerer weitergeführt. Unter ihrer Rigide erlangte die Offener Druckerei ihre Blütezeit. Vor allen wurden deutsch- und ungarischsprachige Texte gedruckt; die Offizin verfügte in dieser Zeit 49 verschiedene Schriftlettern, die es ermöglichten, auch lateinische und griechische Texte zu drucken.
Michael Landerer war neben vier Schwestern der einzige Sohn und Erbe von Leopold Franz und Katharina Landerer. Da jedoch Leopold Franz kein eindeutiges Testament (zu Gunsten seiner Kinder) hinterließ, sondern die Offizin seiner überaus tüchtigen Ehefrau Katharina überließ, kam es nach seinem Tod zu Meinungsverschiedenheiten und Streitereien zwischen den Geschwistern. Der Sohn führte ein unstetiges Leben und begann hinter dem Rücken seiner Mutter zu politisieren. Er verwickelte sich in die Jakobinerverschwörung unter Ignaz Joseph Martinovics und wurde vor den Augen seiner nichts ahnenden Mutter verhaftet. Er wurde von einem österreichischen Gericht zum Tode verurteilt, jedoch dank des großen Einflusses von Katharina Landerer, die in Ungarn hohes Ansehen genoss, wurde das Urteil in eine zehnjährige Zuchthausstrafe umgewandelt, die Michael Landerer zuerst in Kufstein und später auf dem Spielberg von Brünn verbüßen musste. Michael Landerer kam als gebrochener Mann in seine Vaterstadt zurück und starb nur kurze Zeit danach.
Nach dem Tod von Katharina Landerer im Jahre 1802 wurde die Offizin von ihrer Tochter Anna Landerer weitergeführt. Aus dieser Zeit gibt es nur wenige Angaben. Nach Annas Tod im Jahre 1833 wurde die Druckerei an „Gyurián und Bagó“ verkauft, welche sie etwa bis 1847 in der Wasserstadt von Ofen weiterführten.

### Johann Michael Landerer

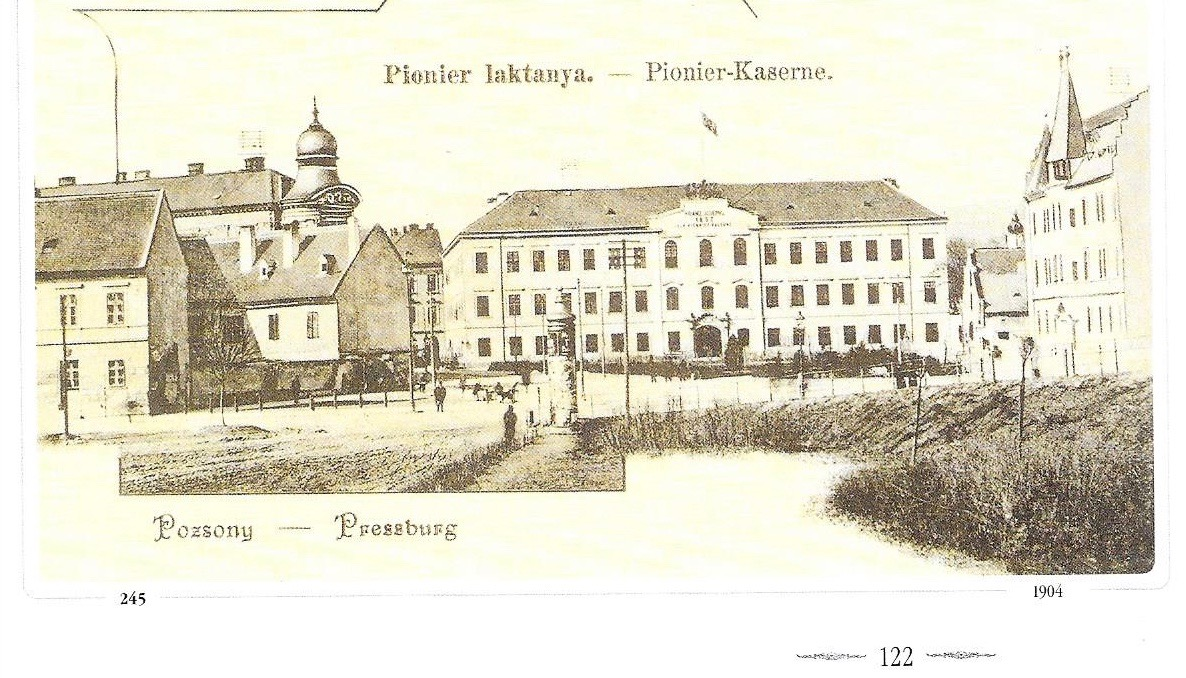
Das Areal des König Andreas Platzes um 1890 (heute Šafárikovo nám.). In der Mitte des Bildes ist das ehemalige Landerer Palais, die spätere ‚Pionier-Kaserne’ zu sehen. Im Zweiten Weltkrieg schwer durch Bomben beschädigt, musste es in den 1940er Jahren abgerissen werden.

Johann Sebastians jüngerer Sohn, Johann Michael Landerer (* 1725 in Ofen, † 1795 in Preßburg) kaufte (mit dem geerbten Geld seines Vaters) im Jahre 1750 von dem aus Salzburg stammenden Johann Paul Royer die bereits 1715 gegründete Buchdruckerei in Preßburg. Durch Ankauf weiterer Druckereien (1774 kaufte er die Akademische Jesuiten-Druckerei in Kaschau, 1784 die Royer-Druckerei in Pest) wurde er zu einem der bedeutendsten Buchdrucker Ungarns. Von den gegründeten Buchdruckereien in Ungarn entwickelte sich die Buchdruckerei in Preßburg (neben der in Ofen) zu einer der Bedeutendsten. Ab 1764 verlegte er das erste deutschsprachige Tagblatt im Königreich Ungarn, die Preßburger Zeitung. Er beteiligte sich am Preßburger kulturellen Leben und gab wertvolle musikalische Erstdrucke heraus. Um das Jahr 1770 war er konkurrenzlos auf dem Buchmarkt. Preßburg war in jener Zeit der Sitz der Ungarischen Hofkammer sowie des Statthalters, die Ungarischen Reichstage wurden auch hier abgehalten. An Büchern und Druckschriften bestand daher in Preßburg ein großer Bedarf, was für Landerers Geschäft sehr positive Auswirkungen hatte. 1765 erhielt der Preßburger Offizin ein fünfjähriges Privilegium die vom Landtag erlassenen Gesetzestexte drucken zu dürfen. Mit dieser Arbeit von Johann Michael Landerer schien auch Kaiser Joseph II. sehr zufrieden gewesen zu sein, da er ihm 1784 in den Adelsstand erhob.
Nach Johann Michaels Tod wurde die Preßburger Druckerei von dessen Sohn Michael Johann Landerer (* 1760, † 16. April 1810) übernommen. Es war die Blütezeit der Preßburger Druckerei. Das Wachstum der Druckerei konnte man auch am rapide steigenden Papierbedarf ermessen. Den Bedarf vermochte die firmeneigene Papiermühle von Altturn nicht mehr zu decken. Es musste Papier von Fremdherstellern zugekauft werden. In der Druckerei arbeiteten damals bereits acht Druckpressen. Michel Johann Landerer war in Altungarn sehr beliebt, sein Tod wurde landesweit betrauert. Da bei seinem Tode der Sohn und Nachfolger Ludwig Landerer erst zehn Jahre alt war, wurde die Offizin bis zu dessen Volljährigkeit von einem Firmenkonsortium geleitet.

### Ludwig Landerer

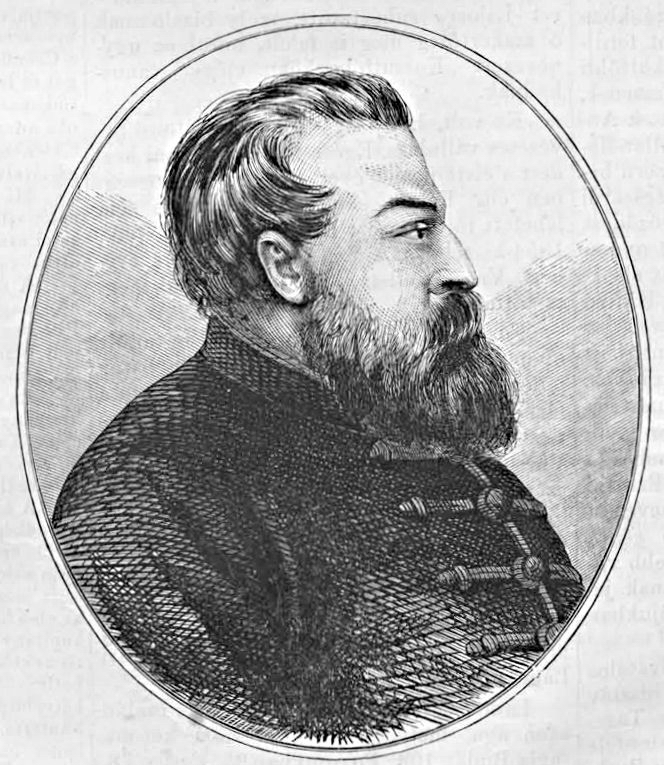
Ludwig Landerer (* 1800, † 1854)

Der Nachfolger von Michel Johann war dessen Sohn Ludwig Landerer (* 1. Mai 1800 in Preßburg, † 1. Februar 1854 in Pest). Er war der bedeutendste, jedoch auch der letzte Vertreter dieser Buchdrucker-Dynastie. Ursprünglich wollte er als Offizier in den Militärdienst, studierte Philosophie. Im Jahre 1824 übernahm er jedoch beide Druckereien; die von Preßburg und die von Pest. Das veränderte seine ursprünglichen beruflichen Absichten grundlegend und er widmete sich dem Buchdruck. Landerer ging nach Wien, um das Buchdrucker-Handwerk zu erlernen. Als Buchdrucker führte er bedeutende Innovationen in dem Betrieb ein, orderte neue Druckereimaschinen und führte den farbigen Buchdruck ein.
Ludwig Landerer erkannte frühzeitig den Puls der Zeit: zu Beginn des 19. Jahrhunderts wurden die Landesverwaltung und die leitenden Zentralbehörden allmählich von Preßburg in das wirtschaftlich aufstrebende Pest verlegt, das immer mehr an politischer Bedeutung gewann. Von den acht Druckerpressen, die zur Zeit seines Vaters in der Preßburger Druckerei standen, blieben nur zwei übrig, die überwiegend Gesetzesvorlagen des Ungarischen Reichstages druckten. Als auch der Reichstag im Jahre 1848 von Preßburg nach Pest umzog, verkaufte er die Preßburger Druckerei an seinen Prokuristen Stephan Schreiber.
Zum Schwerpunkt seiner unternehmerischen Tätigkeit wurde nun die Druckerei in Pest. In der Peter Offizin wurde 1833 eine gesonderte Abteilung für Farbdruck eingerichtet, welche die damals außerordentlich beliebten „Congrève guilloches“ herstellte.
Einen besonderen Aufschwung erlebte die Druckerei, nachdem Ludwig Landerer gemeinsam mit dem Verleger Gustav Heckenast am 21. Januar 1841 die Firma Landerer & Heckenast gründete. Diese Zusammenarbeit mit Heckenast war sehr fruchtbringend, da sich mit Heckenast (der kein Buchdrucker, sondern Verleger war) für Landerer die Möglichkeit erbot, bedeutende Werke der ungarischen Literatur zu drucken. In den 1840er Jahren konnten u. a. Werke folgender Autoren gedruckt werden: Miklós Jósika, Sándor Kiisfaludy, Ferenc Kölcsey, Jozsef Eötvös. Durch die Tätigkeit von Landerer & Heckenast konnte auch das gegenseitige Verständnis zwischen Deutschen und Ungarn gefördert werden, indem die Firma deutsche Übersetzungen bedeutender ungarischer Autoren, wie Sándor Petőfi, János Arany, Sándor Kisfaludy, außerdem historische und geistesgeschichtliche Werke über Ungarn druckte und auf den Markt brachte. Auch die ersten Werke von Adalbert Stifter wurden bei Landerer & Heckenast gedruckt.

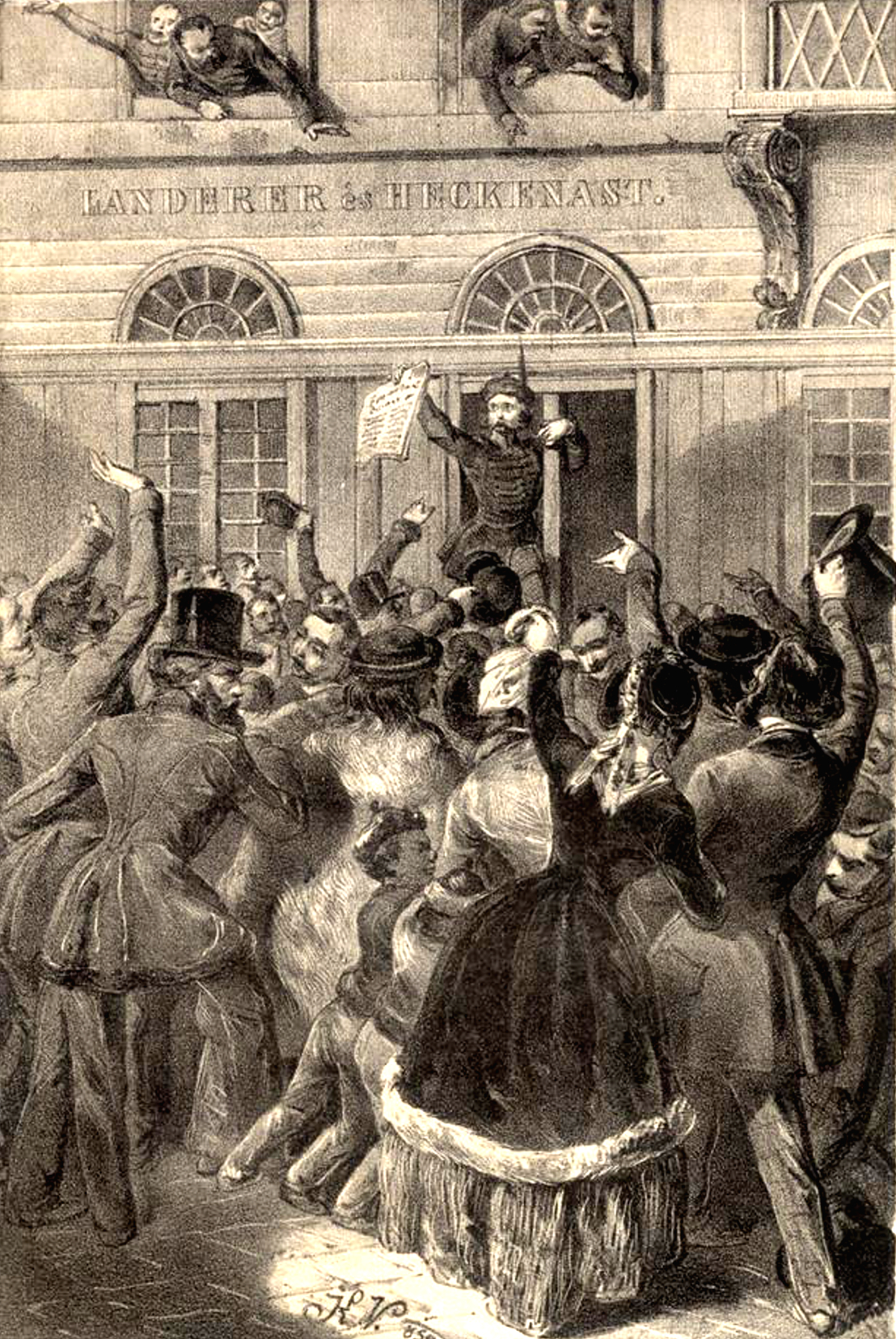
Am 15. März 1848 verkünden Studenten das 12-Punkte-Programm und rezitieren Petőfis „Nationallied“ vor dem Verlagshaus (Druckerei) Landerer & Heckenast in Pest.

Der Beginn der Ungarischen Revolution von 1848 hatte ihren Beginn in der Druckerei von Landerer & Heckenast, da hier am 15. März 1848 die „Zwölf Punkte“, Forderungen der revolutionären ungarischen Jugend und das von Sándor Petőfi verfasste „Nationallied“ (ung. Nemzeti dal) gedruckt wurden. Dieses Ereignis bildete den Beginn der Ungarischen Revolution (und des Freiheitskampfes) der Jahre 1848/49. Später wurden hier, auf Betreiben Lajos Kossuths die Banknoten des „Revolutionsgeldes“ gedruckt. Nach Niederschlagung der Revolution am 11. August 1849 wurde die Druckerei vorerst geschlossen. Viele Angestellte der Druckerei hatten sich vor Gericht zu verantworten. Ludwig Landerer war gezwungen, sich – als Drucker der Banknoten – vor den Behörden zu verbergen. Er starb auf seinem Landgut im Jahre 1854. Er war der letzte namhafte Vertreter der Druckerdynastie, welche 150 Jahre lang das Druckereiwesen im Königreich Ungarn wesentlich beeinflusste.
Die Firma wurde nach der Niederschlagung der Ungarischen Revolution von Gustav Heckenast (in Absprache mit Landerers Erben) weitergeführt. Im Jahre 1873 verkaufte er seinen Verlag an die ungarische Franklin-Társulat (Franklin-Verein) in Budapest und übersiedelte nach Preßburg, wo er 1878 starb.